# Baca
Baca är en ort i Mexiko.   Den ligger i kommunen Baca och delstaten Yucatán, i den östra delen av landet, 1 000 km öster om huvudstaden Mexico City. Baca ligger 10 meter över havet och antalet invånare är 4 356.
Terrängen runt Baca är mycket platt. Runt Baca är det ganska glesbefolkat, med 34 invånare per kvadratkilometer. Närmaste större samhälle är Motul, 12,0 km öster om Baca. Trakten runt Baca består till största delen av jordbruksmark.